# Nerocila loveni
Nerocila loveni är en kräftdjursart som beskrevs av Carl Erik Alexander Bovallius 1887. Nerocila loveni ingår i släktet Nerocila och familjen Cymothoidae. Inga underarter finns listade i Catalogue of Life.